# August Brentführer
August Brentführer (* 28. Juli 1879 in Holzendorf (Groß Miltzow); † 1. August 1965 in Neustrelitz) war ein deutscher Telegraphenarbeiter und Politiker der SPD.

## Leben
August Brentführer arbeitete als Telegraphenleitungsaufseher und wohnte in Feldberg. Er wurde 1919 Mitglied des ersten ordentlichen Landtags von Mecklenburg-Strelitz, legte aber schon im März 1920 sein Mandat aus gesundheitlichen Gründen wieder nieder und Wilhelm Holm rückte für ihn nach.